# Conștiență
Conștiența desemnează o stare corticală particulară, caracterizată printr-o sensibilitate specială, individuală, la stimuli interni sau externi, marcând o conștientizare a persoanei proprii și a mediului ambiant. Conștiența reprezintă un aspect al funcționării creierului, este deci un fenomen nervos, propriu organismelor posesoare de sistem nervos central bine dezvoltat, devenind progresiv mai complexă pe măsura dezvoltării filogenetice și atingând gradul maxim la om odată cu apariția limbajului – fenomen esențial, care a contribuit la dezvoltarea ei.

## Clasificarea conștienței
Conștiența se poate clasifica în:
- conștiența elementară, care asigură nivelul de veghe, de vigilență, de prezență temporo-spațială (al cărei substrat neurofiziologic este prezent atât la om, cât și la animale);
- conștiența operațional-logică în care procesele intelectuale, perceptuale și de gândire au coerență și reflectă realitatea în mod real;
- conștiența axiologică, de opțiune pentru anumite valori în funcție de criteriile sociale.

Conștiența presupune percepție (reflectarea în SNC a evenimentelor din lumea înconjurătoare), memorie (un stocaj și destocaj continuu de informații asupra evenimentelor interne sau externe), integrare gnostică, atenție, activitate volițională, afectivitate etc. Nivelul conștiinței depinde de nivelul de excitabilitate cerebrală, impunând sistemului nervos inițial starea de veghe.
Prin urmare, conștiența desemnează funcția de sinteză integrativă a întregului sistem nervos, care pe fundalul stării de veghe, integrează mesajele parvenite prin aferențele senzitivo-senzoriale din mediul extern sau intern al organismului.

## Aspecte morfo-funcționale
Conștiența implică existența și funcționarea unui complex de sisteme aferente senzitivo-senzoriale și a unor centri coordonatori, flexibili funcțional, care înregistrează, transformă în mesaj și coordonează efectele stimulilor. La nivelul centrilor mesajele capătă o anumită semnificație, sunt integrate, iar răspunsurile sunt ulterior îndreptate pe căi eferente.
Există patru formațiuni nervoase importante responsabile de activarea și de trezirea corticală, respectiv de întreținerea stării de veghe: 
- formația reticulară a trunchului cerebral (îndeosebi din mezencefal, constituind sistemul activator ascendent (SAA), care deține rol fundamental în menținerea stării de veghe, fără de care discriminările senzitivo-senzoriale, ca și efectele eferente adecvate, ar fi imposibile;
- talamusul nespecific, cuprinzând sistemul de proiecție difuz talamic (S.P.D.T.);
- hipotalamusul posterior care ca și S.P.D.T. face parte de asemenea din formația reticulară;
- scoarța cerebrală și, în special allocortexul, rinencefalul, sistemul limbic, cornul Ammon, hipocampul și amigdala.

Sistemele de conducere a excitanților către cortexul cerebral se subdivizează în:
- sistemul specific, ale cărui căi primesc impulsuri nervoase numai de la un anumit tip de receptori specializați, conducându-le ulterior pe căi pansinaptice, cu viteză mare și proiectându-le în mod localizat pe ariile corticale specializate ale analizatorului respectiv;
- un sistem nespecific, din care face parte și formația reticulară pe ai cărei neuroni converg impulsuri care insinuează informații multisenzoriale și care sunt conduse pe căi multisinaptice cu viteză mai mică și sunt proiectate difuz pe întreg cortexul.

Fluxul continuu al impulsurilor reticulare ascendente menține o depolarizare a neuronilor cerebrali și această depolarizare subliminară, care pune scoarța în stare de veghe sau de alertă, facilitează acțiunea impulsurilor senzoriale și asociative specifice.
Un nivel normal al conștiinței este funcție de activare a emisferelor cerebrale de grupele neuronale, având sediul la nivelul S.R.A. din trunchiul cerebral. Toate aceste elemente, precum și interconexiunile lor trebuie să rămână intacte pentru ca starea de conștiință să fie normală.
Formațiunile centrale pentru a funcționa normal au nevoie de anumite condiții: integritate anatomică, activitate metabolică normală (oxigenare corespunzătoare, metabolism glucidic intracelular normal etc.), homeostazia hidro-electrolitică și acido-bazică etc. În cazul în care una sau mai multe din aceste condiții nu sunt asigurate, se produc alterări ale funcției formațiunilor centrale integrative, având drept urmare tulburări ale stării de veghe până la pierderea cunoștinței.

## Dereglări ale conștienței
- Etiologia. Diverși factori pot induce dereglări de conștiință sub aspecte diferite, de la tulburări ușoare – cum ar fi stările de agitație, obnubilare, letargie, până la abolirea completă a acesteia în starea de comă.

Factorii etiologici se pot grupa în primari (acționează direct asupra SNC - traume, infecții, intoxicații exogene cu toxine neuro- și psihotrope, dereglări cerebrovasculare și de lichid cefalorahidian, neoplazii) și secundari (procese patologice extracerebrale cu implicarea ulterioară a structurilor nervoase - insuficiența respiratorie, circulatorie, hepatică, renală, dereglări endocrine, metabolice etc).
- Patogenia este determinată atât de caracterul factorului patogen, cât și de particularitățile morfo-funcționale ale structurilor nervoase implicate în procesul patologic.

Astfel, în afecțiunile primare ale SNC drept factor patogenetic se pronunță diminuarea debitului sanguin cerebral, care ulterior induce dereglarea metabolismului neuronal și glial.
În afecțiunile secundare ale SNC mecanismele patogenetice sunt multiple (hipoxia și hipercapnia, hiperamoniemia, alcaloza, intoxicația cu produși nedetoxicați, tulburări electrolitice grave etc.).

### Clasificarea dereglărilor de conștiență
Alterările de conștiență se clasifică în cele de scurtă și lungă durată.
Din alterările de conștiință de scurtă durată fac parte lipotimia și sincopa.
- Lipotimia (leșinul) reprezintă o tulburare parțială a conștiinței indusă de un șir de factori, precum ortostațiunea, mediul ambiant inadecvat, tensionare psihică etc. Persoana amețește, devine palidă, prezintă epigastralgii, sialoree, diaforeză, tulburări vizuale etc.
- Sincopa(din grecescul synkoptein - a tăia) este o scurtă pierdere de conștiință ce rezultă dintr-o scădere acută a fluxului sanguin cerebral, cu suprimarea totală a funcțiilor vitale, consecință a insuficienței activității cardiace, respiratorii și suprimării irigației cerebrale. Durează câteva secunde până la minute. Bolnavul cade brusc, este inert, hipoton, pulsul slab, aritmic, zgomotele cardiace slabe, presiunea arterială foarte scăzută. La ieșirea din sincopă prezintă amnezie pentru perioada crizei.

Cauzele sincopelor sunt extrem de variate, dar mecanismul patogenic este comun – reducerea aportului de oxigen la nivelul SNC cuplată cu insuficiența mecanismelor compensatorii, datorită fie unei reduceri reflexe a întoarcerii venoase la inimă, fie răspunsului inadecvat al inimii la necesități crescute care cer o creștere a debitului cardiac.
Sincopele se clasifică în cardiace (în aritmii, ateroscleroză coronariană obstructivă, tumori atriale (mixoame) și trombozele valvelor, stenoze orificiale și boli congenitale ale cordului), vasodepresoare (emotive și reflexe), posturale (hipotensiunea ortostatică).
Din alterările de conștiență de lungă durată fac parte obnubilarea, soporul, stuporul, coma.
- Obnubilarea cunoștinței reprezintă reducerea stării de veghe și vigilenței, care poate include hiperexcitabilitate și iritabilitate ce alternează cu o stare de somnolență (implicând dereglări de atenție).
- Soporul reprezintă o obtuzitate sau lentoare mintală, o reducere ușoară până la moderat a stării de alertă, acompaniată unui interes scăzut față de mediul ambiant.
- Stuporul este o stare de somn profund sau o stare de areactivitate comportamentală similară, în care subiectul poate fi trezit numai prin stimuli puternici și repetați.
- Coma reprezintă un sindrom clinic caracterizat printr-o gravă perturbare cantitativă a conștiinței cu alterarea profundă a funcțiilor de relație și păstrarea până la un anumit grad a celor vegetative (respirația, circulația).

Deși această stare clinică de gravitate extremă se aseamănă cu somnul, ea se particularizează prin aceea, că în comă pacientul devine areactiv la stimuli de orice natură.
- - Etiologia. Deseori coma survine după o criză epileptică, hemoragie subarahnoidiană, supradozare medicamentoasă, diabet etc.

Fiziopatologia comei se bazează fie pe o distrucție mecanică a teritoriilor cheie din trunchiul cerebral sau a cortexului (coma anatomică), fie pe o dereglare globală a proceselor metabolice cerebrale (coma metabolică).
Medicamentele depresoare a SNC, anestezice și unele toxine endogene pot produce o comă prin inhibiția simultană a sistemului reticularascendent (SRA) și a cortexului cerebral.
Mecanismele fiziopatologice de producere a sindromului comatos variază în funcție de etiologie și localizarea leziunilor cerebrale. Din acest punct de vedere există trei categorii majore de comă: 
-come toxico-metabolice ( afectarea globală a metabolismului cerebral);
-come prin leziuni supratentoriale;
-come prin leziuni subtentoriale
- -     - De exemplu, în coma uremică, prevalează întoxicarea organismului cu produși azotați (uree, creatinină, acid uric), la care se adaugă tulburări grave ale echilibrului hidroelectrolitic și acido-bazic, hiperkalemie etc.
    - În coma hepatică pe prim plan se situează hiperaminoacidemia, hiperamoniemia, alcaloza, hipoxia cerebrală. Acțiunea toxică a amoniacului asupra țesutului nervos s-ar datora acțiunii nefavorabile asupra proceselor funcționale prin blocarea acidului alfa-cetoglutaric, acidului glutamic și sustragerea ATP, necesar altor procese funcționale ale celulei nervoase. Astfel, comele hepatice sunt produse deci: de trecerea în circulația generală a produșilor de digestie intestinală nedetoxifiati de ficat, de tulburări electrolitice grave, exces de proteine alimentare, prezența unui aldosteronism cu tendința la retenție hidrică și edem cerebral.
    - În coma diabetică se instalează un dezechilibru hidro-electrolitic, realizându-se în final o hipertonie plasmatică, hemoconcentrație accentuată și deshidratare celulară. Deshidratarea este produsă prin glucozurie și poliurie și implică creșterea corpilor cetonici în sânge, cu majorarea concentrației radicalilor acizi. Cetoacidoza diabetică asociată tulburărilor hidro-electrolitice determină grave tulburări metabolice la nivelul SNC, prin perturbarea echilibrului de membrană celulară, prin ieșirea ionilor de potasiu din celulă și influxul ionilor de sodiu. În patogenia comei diabetice un rol important i se atribuie reducerii consumului de glucoză în țesutul cerebral și scăderii progresive a consumului de oxigen. S-a sugerat, că cetoacidoza ar împedica utilizarea glucozei celulare prin inhibarea penetrației ei intramitocondriale- fenomen ce constituie rezultatul tulburărilor ionice, care antrenează, la rândul lor, un edem mitocondrial. Se încearcă explicarea tulburărilor neurologice din coma diabetică prin concentrația crescută de GABA, care ar determina o inhibiție directă a transmiterii neuronale.
    - Coma eclamptică (toxicoză gravidică sau pseudouremia) se realizează prin creșterea bruscă a presiunii intracraniene în edem cerebral și ischemie, vazoconstricție arterio-venoasă, care duce la stază, cu creșterea permeabilității și edem. Se produce în acest fel o jenă în circulația lichidului cefalorahidian și în interiorul sistemului nervos central, cu tulburări de nutriție a celulelor nervoase. În cazul dat, coma se accentuează și prin instalarea insuficienței renale.
    - În coma prin procese expansive intracraniene se produc fenomene de focar, asociate cu un sindrom de hipertensiune intracraniană, și semne de compresiune ale trunchului cerebral - anizocorie cu midriază și tulburări cardio-respiratorii grave.

Ca mecanism etiopatogenetic în coma din insuficiența respiratorie se particularezează hipercapnia
- -     - În comele tireotoxice, în urma măririi consumului celular de oxigen sub efectul excesului catecolaminic și tiroxinic, se creează tulburarea metabolismului celular, cu acidoză plasmatică și transmineralizare, o suferință celulară generalizată cu predominanță cardiacă și nervoasă (hipotalamică și corticală).
    - În patogenia comelor vasculare cerebrale (hemoragia, ischemia,embolia cerebrală și encefalopatia hipertensivă) se pronunță diminuarea debitului cerebral cu dereglarea ulterioară a metabolismului neuronal sau glial, atât prin deprivarea de oxigen, substraturi energetice și cofactori metabolici, cât și prin acumularea de cataboliți.
- Decesul cerebral este starea în care toate funcțiile cerebrale, inclusiv cele corticale, subcorticale și ale trunchiului cerebral sunt ireversibil pierdute, cu pierderea ulterioară a controlului asupra centrilor inferiori responsabili de a coordona respirația și cu absența activării cortexului cerebral prin căile reticulare ascendente.
  - Etiologia: traumatismul craniocerebral, hemoragia intracraniană spontană (anevrism, hemoragie hipertensivă). Celelalte cazuri de moarte cerebrală sunt secundare ineficienței tratamentului într-o gamă de boli neurologice (tumori, infecții) sau după eșecul resuscitării cardiopulmonare în cazurile morții provocate de cauze extracraniene.